# Championnat d'Italie de football de deuxième division 1939-1940
Navigation
Édition précédente Édition suivante
La saison 1939-1940 de Serie B est la 11e édition du championnat d'Italie de football de deuxième division. 
Le championnat se dispute avec une poule unique de 18 équipes. Les deux premiers sont promus en Serie A, les quatre derniers sont relégués en Serie C.
À l'issue de la saison, l'Atalanta Bergame termine à la première place et monte en Serie A. Le vice-champion, Livourne, est promu en Serie A 1940-1941 (1re division) un an après sa relégation.

## Classement
| Rang | Équipe             | Pts | J  | G  | N  | P  | Bp | Bc | Diff |
| ---- | ------------------ | --- | -- | -- | -- | -- | -- | -- | ---- |
| 1    | Atalanta Bergame   | 47  | 34 | 19 | 9  | 6  | 62 | 31 | +31  |
| 2    | Livourne R         | 46  | 34 | 21 | 4  | 9  | 84 | 35 | +49  |
| 3    | Lucchese R         | 44  | 34 | 18 | 8  | 8  | 63 | 45 | +18  |
| 4    | Anconitana-Bianchi | 41  | 34 | 16 | 9  | 9  | 54 | 34 | +20  |
| 5    | Sienne             | 40  | 34 | 15 | 10 | 9  | 49 | 34 | +15  |
| 6    | Brescia Calcio P   | 40  | 34 | 16 | 8  | 10 | 54 | 39 | +15  |
| 7    | Alexandrie         | 38  | 34 | 16 | 6  | 12 | 59 | 41 | +18  |
| 8    | Calcio Padoue      | 37  | 34 | 15 | 7  | 12 | 69 | 57 | +12  |
| 9    | Pro Verceil        | 34  | 34 | 14 | 6  | 14 | 62 | 67 | -5   |
| 10   | Udinese Calcio P   | 33  | 34 | 14 | 5  | 15 | 60 | 57 | +3   |
| 11   | Fanfulla           | 32  | 34 | 12 | 8  | 14 | 45 | 44 | +1   |
| 12   | Pise               | 31  | 34 | 11 | 9  | 14 | 54 | 62 | -8   |
| 13   | Hellas Vérone      | 31  | 34 | 12 | 7  | 15 | 41 | 56 | -15  |
| 14   | Palerme            | 29  | 34 | 11 | 7  | 16 | 39 | 69 | -30  |
| 15   | Molinella P        | 26  | 34 | 10 | 6  | 18 | 42 | 62 | -20  |
| 16   | Vigevano           | 23  | 34 | 9  | 5  | 20 | 44 | 70 | -26  |
| 17   | US Sanremese       | 21  | 34 | 6  | 9  | 19 | 27 | 60 | -33  |
| 18   | Calcio Catane P    | 19  | 34 | 3  | 13 | 18 | 24 | 69 | -45  |

|  | Promu en Serie A                                       |
|  | Relégation en Prima Divisione 1940-1941 (1re division) |

Note:
Victoire à 2 points
 En cas d'égalité de points, les équipes sont départagées par un coefficient buts marqués/buts encaissés.